# Toporów (obwód lwowski)

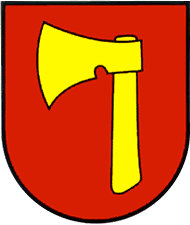
Herb (XVII wiek)

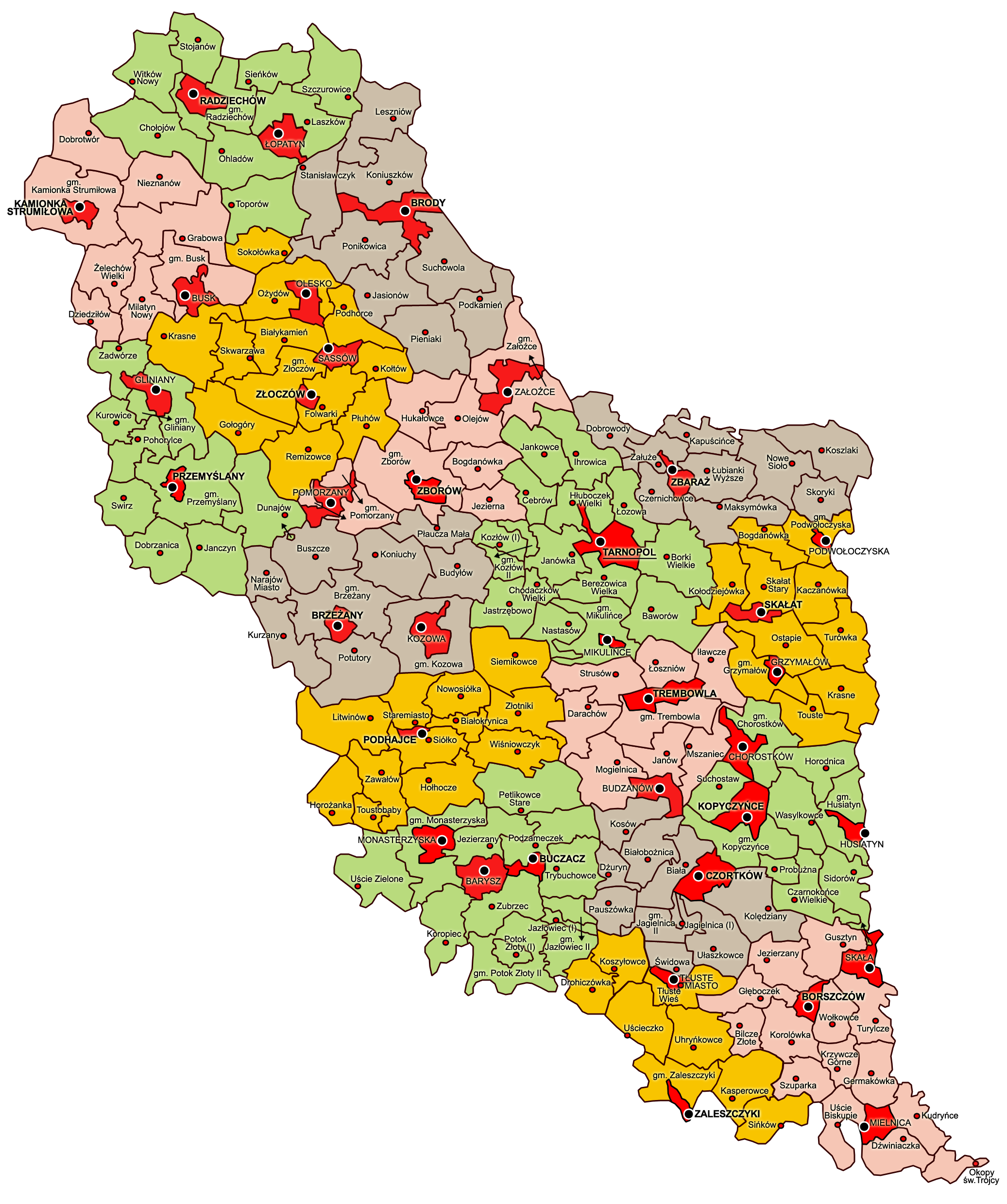
położenie na mapie województwa tarnopolskiego w roku 1939

Toporów (ukr. Топорів, Toporiw) – wieś (dawniej miasto) na zachodniej Ukrainie w rejonie złoczowskim (do 2020 roku w rejonie buskim) obwodu lwowskiego. W II Rzeczypospolitej miejscowość była siedzibą gminy wiejskiej Toporów w powiecie radziechowskim województwa tarnopolskiego.

## Historia
Miasto zostało założone przez Jana z Tęczyna w roku 1450. Do 1772 roku w województwie ruskim w I Rzeczypospolitej, a następnie do 1914 podlegało pod jurysdykcję starostwa powiatowego w Brodach w prowincji Galicja.
W 1904 miasteczko strawił pożar.
W 1914 miasteczko liczyło 5000 mieszkańców (1000 Polaków, 2000 Żydów i 2000 pozostałych narodowości). Do 1939 r. w województwie tarnopolskim w Polsce. Po II wojnie światowej do 1946 roku mieszkający w nim Polacy zostali przymusowo wysiedleni.
Do 1939 właścicielem ziemskim w Toporowie był dr Michał Maria hr. Baworowski.
W mieście przed wojną znajdował się łaciński gotycki kościół oraz synagoga. Za miastem istnieją nasypy fortyfikacyjne, które powstały w okresie panowania króla Jana Kazimierza. Wokół miasta występują liczne kurhany z okresu wędrówek ludów. Istniejący stary cmentarz polski jest zdewastowany (stan na 2006 r.).

## Pobliskie miejscowości
- Brody
- Kamionka Strumiłowa